# Kim Tae-hun
Kim Tae-hun (koreanisch 김태훈; * 15. August 1994 in Wonju) ist ein südkoreanischer Taekwondoin. Er startet in der Klasse bis 58 Kilogramm.

## Karriere
Kim wurde bereits 2013 im Alter von 18 Jahren erstmals Weltmeister. Diesen Titel verteidigte er sowohl 2015 als auch 2017. 2014 gewann er Gold bei den Asienspielen und wurde außerdem Asienmeister. 2018 folgte der Gewinn einer weiteren Goldmedaille bei den Asienspielen 2018 in Jakarta.
Bei seiner ersten Olympiateilnahme, 2016 in Rio de Janeiro, schied er bereits in der ersten Runde gegen Tawin Hanprab aus, sicherte sich im Anschluss aber über die Hoffnungsrunde noch die Bronzemedaille.